# Turnow-Preilack
Turnow-Preilack est une commune allemande de l'arrondissement de Spree-Neisse, Land de Brandebourg.

## Géographie
Turnow-Preilack se situe dans la Basse-Lusace, dans la zone de peuplement traditionnelle des Sorabes, des Wendes. Le Malxe et le Hammergraben s'écoulent vers l'ouest par la partie la plus méridionale de la municipalité.
La commune comprend les quartiers de Turnow et de Preilack.
| Schwielochsee | Lieberose       | Schenkendöbern |
| Drachhausen   | Turnow-Preilack | Tauer          |
| Drehnow       | Cottbus         | Peitz          |

Turnow-Preilack se trouve sur la Bundesstraße 168.

## Histoire
Turnow est créé à la suite de la construction de la forteresse de Peitz au XVIe siècle et est mentionné pour la première fois en 1567 sous le nom de Neue Peiz. Comme de nombreux habitants ont perdu leurs terres à cause de la fortification, ils déménagent près d'une ferme d'élevage de moutons, à partir de laquelle le Turner Vorwerk voit le jour.
Preilack est mentionné pour la première fois en 1587 sous le nom en bas sorabe de Psiluk ou allemand de Preylangk.
La commune de Turnow-Preilack est créée le 31 décembre 2001 à la suite de la fusion volontaire des municipalités auparavant indépendantes de Turnow et de Preilack.

## Personnalités liées à la commune
- Měto Bukwaŕ (1789–1843), pasteur, promoteur de la langue sorabe